# تايلور دوهرتي
تايلور دوهرتي هو لاعب هوكي الجليد كندي، ولد في 2 مارس 1991 في كامبريدج في كندا.

## وصلات خارجية
- تايلور دوهرتي على موقع دوري الهوكي الوطني (الإنجليزية)
- تايلور دوهرتي على موقع EliteProspects.com (الإنجليزية)
- تايلور دوهرتي على موقع HockeyDB.com (الإنجليزية)